# Angie (canción)
«Angie» es una canción y sencillo de The Rolling Stones que aparece en el álbum de Goats Head Soup de 1973. Fue escrita por el cantante Mick Jagger y el guitarrista Keith Richards.

## Historia
Esta balada grabada entre noviembre y diciembre del año 1972 fue escrita principalmente por Keith Richards. Es una pieza acústica cuyo tema principal es el fin de un amor, su letra es la muestra de un amor perdido. Entre los elementos más característicos de esta canción se cuenta la interpretación vocal de Mick Jagger, el piano de Nicky Hopkins y arreglo de cuerdas de Nicky Harrison.
La canción llegó al tope de las listas estadounidenses en el Billboard Hot 100 y al número 5 en el UK singles chart.
Hay muchas versiones acerca del origen de la canción, la más común es que este tema fue escrito por Jagger para la esposa de David Bowie, Angela, otros hablan de que la canción hace referencia a la actriz Angie Dickinson, pero el mismo Jagger ha desmentido los rumores sobre este asunto. 
Richards afirma que el título y los acordes de la canción los tenía un año antes. Por lo mismo, «Angie» puede estar relacionado con la hija recién nacida de Richards de nombre Angela.
Se grabaron dos videos musicales para promocionar la canción.

## Personal
Acreditados:
- Mick Jagger: voz
- Keith Richards: guitarra acústica
- Mick Taylor: guitarra acústica
- Bill Wyman: bajo
- Charlie Watts: batería
- Nicky Hopkins: piano
- Nicky Harrison – Arreglo de cuerdas

## Posicionamiento en las listas
| Listas (1972–1973)                  | Mejor posición |
| ----------------------------------- | -------------- |
| Alemania (Media Control AG)         | 2              |
| Australia (KMR)                     | 1              |
| Austria (Ö3 Austria Top 40)         | 8              |
| Bélgica (Flandes) (Ultratop 50)     | 1              |
| Canadá (RPM)                        | 1              |
| Dinamarca (Tracklisten)             | 4              |
| Estados Unidos (Billboard Hot 100)  | 1              |
| Estados Unidos (Cash Box Top 100)   | 1              |
| Finlandia (Suomen virallinen lista) | 16             |
| Francia (SNEP)                      | 1              |
| Irlanda (IRMA)                      | 9              |
| Noruega (VG-lista)                  | 1              |
| Países Bajos (Mega Single Top 100)  | 1              |
| Reino Unido (UK Singles Chart)      | 5              |
| Suiza (Schweizer Hitparade)         | 1              |

| Listas (1973)            | Puesto |
| ------------------------ | ------ |
| Australia                | 19     |
| Canadá                   | 6      |
| Estados Unidos Billboard | 85     |
| Estados Unidos Cash Box  | 69     |

## Versiones de otros artistas
- La canción fue versionada en el año de 1991 por el grupo chileno La Ley en su disco Doble opuesto.
- "Angie" fue versionada por el dúo musical estadounidense Womack & Womack en su álbum de 1983 "Love Wars".
- El cantante country Sammy Kershaw grabó su versión para el álbum Stone Country de 1997, en el que varios artistas country hicieron sus versiones de clásicos de los Rolling Stones.
- Fue versionada por la banda de rock galesa Stereophonics en 1999, como el lado B del sencillo "Hurry Up and Wait".
- El músico argentino Pedro Aznar versionó la canción en su álbum Quebrado de 2008.
- También, en 2008, el actor turco Halit Ergenç cantó esta canción en vivo en el programa de TV Beyaz Show.
- En el 2011 el español Melendi hizo una versión en castellano del tema.

## Campaña electoral de Angela Merkel
En 2005 la Unión Demócrata Cristiana de Alemania usó esta canción para la campaña electoral de Angela Merkel, aunque los Stones no dieron el permiso para utilizarla.